# Noticias Telemundo
Noticias Telemundo é o principal telejornal diário da agência Noticias Telemundo, programa da Telemundo, rede de televisão nos Estados Unidos. As edições diárias são ancoradas por Jose Diaz-Balart, e as dos fins de semana, por Felicidad Aveleyra e Luis Carlos Vélez. É o segundo mais assistido nos Estados Unidos, ficando um pouco atrás do Noticiero Univision na audiência.